# جا-الا
جا-الا (به لاتین: Ja-Ela) یک منطقهٔ مسکونی در سری‌لانکا است که در استان غربی، سری‌لانکا واقع شده‌است.